# Alexander Westphal (Mediziner)

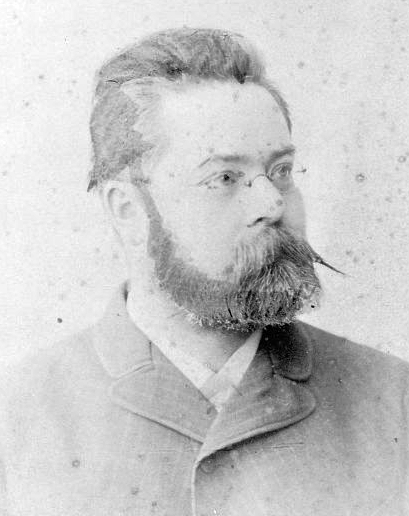
Alexander Westphal

Grabstätte

Alexander Carl Otto Westphal (* 18. Mai 1863 in Berlin; † 9. Januar 1941 in Bonn) war ein deutscher Neurologe und Psychiater.
Alexander Westphal war der Sohn des Psychiaters Carl Westphal (1833–1890) und dessen Frau Clara Mendelssohn, einer Tochter des Bankiers Alexander Mendelssohn. Sein Großvater Otto Carl Friedrich Westphal (1800–1879) war ebenfalls Mediziner.
Westphal studierte in Heidelberg und Berlin und machte 1888 seinen Doktorgrad in Berlin. Er war in Heidelberg Assistent von Wilhelm Erb (1840–1921) und in Leipzig von Heinrich Curschmann (1846–1910). 1892 wurde er Leiter der Abteilung für nervöse Erkrankungen an der Berliner Charité, sein Chef war Friedrich Jolly (1844–1904). Er bildete sich in Psychiatrie und Neurologie weiter. 1901 wurde er Professor an der Universität Greifswald und zwei Jahre später ordentlicher Professor an der Universität in Bonn. Von 1904 bis 1929 war er Leiter der Provinzial-Heil- und Pflegeanstalt Bonn, ab 1905 Königliche Universitätsklinik für Psychische- und Nervenkranke. In seiner Amtszeit wurden das bis dahin geltende Heiratsverbot und der „Ausgang“ für das Pflegepersonal gelockert; Schwestern und Pfleger erhielten eigene Schlafräume.
Alexander Westphal publizierte vorrangig zu den Gebieten Diabetes insipidus, Leukämie und Pseudoleukämie wie auch zu verschiedenen Gebieten der Psychiatrie und Neurologie. Sein Name ist verbunden mit dem Westphal-Piltz-Phänomen der Lider, dessen zweiter Namensgeber der polnische Neurologe Jan Piltz (1870–1931) ist.
Westphal erstellte zudem eine komplette Ausgabe der wissenschaftlichen Publikationen seines Vaters Carl Westphal. Als Hochschullehrer bildete er später bekannte Wissenschaftler aus, darunter der Psychiater Otto Löwenstein.
Er ist auf dem Friedhof I der Jerusalems- und Neuen Kirchengemeinde der Friedhöfe vor dem Halleschen Tor in Berlin-Kreuzberg bestattet.